# Onychognathus walleri
El estornino de Waller (Onychognathus walleri) es una especie de ave paseriforme en la familia Sturnidae propia de África subsahariana. El nombre común y científico de la especie conmemora al naturalista inglés Gerald Waller.

## Distribución
Se distribuye a través de Burundi, Camerún, la República Democrática del Congo, Guinea Ecuatorial, Kenia, Malawi, Nigeria, Ruanda, Sudán del Sur, Tanzania, Uganda y Zambia.

## Subespecies
Se reconocen tres subespecies:
- O. w. preussi Reichenow, 1892 – sureste de Nigeria, oeste de Camerún y la isla Bioko;
- O. w. elgonensis (Sharpe, 1891) – desde el sur de Sudán y el este de la República Democrática del Congo hasta el oeste de Kenia;
- O. w. walleri (Shelley, 1880) – en la parte central de Kenia, Tanzania y el norte de Malawi.